# チャールズ・マンク (初代マンク子爵)
初代マンク子爵チャールズ・スタンリー・マンク（英語: Charles Stanley Monck, 1st Viscount Monck、1754年 – 1802年6月9日）は、アイルランド王国の政治家、貴族。

## 生涯
トマス・マンク（Thomas Monck、1723年 – 1772年10月、アイルランド庶民院議員）とジュディス・メイソン（Judith Mason、ロバート・メイソンの娘）の息子として生まれた。1787年に伯父ヘンリーが死去すると、ウィックロー県チャールヴィル（Charleville）とダブリン県グランジゴーマンの領地を継承した。
1790年から1797年までゴリー選挙区の代表としてアイルランド庶民院議員を務め、1797年11月23日にアイルランド貴族であるウェックスフォード県におけるバリートラモンのマンク男爵に叙され、1801年1月5日に同じくアイルランド貴族であるウェックスフォード県におけるバリートラモンのマンク子爵に叙された。
1802年6月9日に死去、息子ヘンリー・スタンリーが爵位を継承した。

## 家族
1784年、アン・クィン（Anne Quin、1823年12月20日没、ヘンリー・クィンの娘）と結婚、3男2女をもうけた。
- ヘンリー・スタンリー（1785年7月26日 – 1848年） - 第2代マンク子爵、初代ラスダウン伯爵[3]
- アン・ウィルヘルミナ（Anne Wilhelmina、1786年9月22日 – ?） - 1812年10月22日、ダニエル・ジェームズ・ウェブ（Daniel James Webb）と結婚[5]
- イザベラ（1790年5月3日 – 1830年8月3日） - 1815年9月6日、トマス・マウンセル・ウィルソン（Thomas Maunsell Wilson）と結婚[5]
- チャールズ・ジョセフ・ケリー（1791年7月12日 – 1849年） - 第3代マンク子爵[3]
- ジョージ（1800年10月 – ?） - 夭折[5]